# Nordre Flotten
Nordre Flotten est une île norvégienne du comté de Vestland appartenant administrativement à Fedje.

## Description
Rocheuse et désertique, à l'exception d'une légère végétation, à fleur d'eau, elle s'étend sur environ 303 m de longueur pour une largeur approximative de 143 m. 